# Ruth Grajeda
Ruth del Carmen Grajeda González (Ciudad Cuauhtémoc, Chihuahua; 31 de julio de 1980) es un corredora mexicana quién se especializó en la categoría de 400 metros. Ganadora de dos medallas de oro en el Campeonato Iberoamericano, una en 2006 en Ponce, Puerto Rico, y en 2008 en Iquique, Chile, como miembro del equipo mexicano de relevo.
Grajeda compitió en la categoría femenil de relevo 4×400 en los Juegos Olímpicos de Pekín 2008 de 2008 en Beijing, junto con sus compañeras de equipo Zudikey Rodríguez, Gabriela Medina, y Nallely Vela, corriendo la primera vuelta, Grajeda realizó un tiempo de 54.71 segundos y el equipo mexicano logró terminar la segunda ronda en séptimo lugar con un tiempo total de 3:30.36.

## Logros
| Año                    | Competencia                              | Sede                                | Posición               | Categoría              | Notas                   |
| Representando a México | Representando a México                   | Representando a México              | Representando a México | Representando a México | Representando a México  |
| ---------------------- | ---------------------------------------- | ----------------------------------- | ---------------------- | ---------------------- | ----------------------- |
| 2002                   | Campeonato Nacac 2002                    | San Antonio (Texas), Estados Unidos | 6                      | 100 m                  | 12.22 (viento: +0.3m/s) |
| 2002                   | Campeonato Nacac 2002                    | San Antonio (Texas), Estados Unidos | 5                      | 200 m                  | 24.82(viento: -0.3m/s)  |
| 2002                   | XIX Juegos Centroamericanos y del Caribe | San Salvador, El Salvador           | 5                      | 100 m                  | 11.95(viento: 2.3m/s)   |